# Вишняков, Михаил Евсеевич
Михаи́л Евсе́евич Вишняко́в (2 сентября 1945, село Сухайтуй — 5 июля 2008, Чита) — советский и российский поэт, прозаик.

## Биография
Родился 2 сентября 1945 года в селе Сухайтуй Шилкинского района Читинской области. Когда Михаил учился в 4 классе, у него умерла мать — Вишнякова Оксинья. И в последующие годы он воспитывался под нравственным влиянием отца. С раннего детства начал писать стихи. После окончания ремесленного училища, устроился на работу в Сретенский судостроительный завод, в заводской газете которого были опубликованы его первые стихи. С 1965 началась журналистская работа в газетах «Советское Забайкалье» и «Шилкинская правда». Затем переезжает в Читу и работает в газете «Комсомолец Забайкалья». А в 1970 становится корреспондентом творческого объединения «Проблемы» Читинской студии телевидения. В 1978 году заканчивает заочное обучение в Литературном институте имени А. М. Горького. С 1979 являлся членом Союза писателей СССР. С 1980 руководит молодёжным литературным объединением «Надежда». В 1990 году подписал «Письмо 74-х». В 1991—2000 годах работал пресс-секретарём главы администрации Читинской области. В 1995 году — редактор газеты «Чита литературная». Умер в ночь с 5 на 6 июля 2008 года от продолжительной болезни на 63-м году жизни.

### Семья
Две дочери: Ия и Елена Вишняковы.

## Творчество
Слово о полку Игореве, поэтическое переложение. Эта работа заняла 15 лет его жизни. Перевод данного произведения отметил академик РАН Дмитрий Сергеевич Лихачёв, и назвал его «Одним из лучших рифмованных переводов.»
В 1999 году в Париже, вышел сборник стихов российских поэтов «Le Bâton de cèdre (Кедровый посох)», названный по одному из стихотворений Вишнякова.
Книги стихотворений: «Славяне», «Горький зной», «Багульник на северном склоне», «Грянул срок», «Стихи и поэмы, проза» в 3-х томах и другие.

## Награды и премии
- Заслуженный работник культуры Российской Федерации (1995)
- Всероссийская литературная премия имени М. Ю. Лермонтова в 2006, за поэтический двухтомник «Стихи и поэмы»